# Tolkien (película)
Tolkien es una película biográfica estadounidense de 2019, dirigida por Dome Karukoski y escrita por David Gleeson y Stephen Beresford. Relata la vida del profesor de inglés, filólogo y escritor J. R. R. Tolkien, autor de El hobbit, El Señor de los Anillos y El Silmarillion, entre otros libros, así como de notables trabajos académicos. La película está protagonizada por Nicholas Hoult y Lily Collins.
Tolkien fue estrenada en Reino Unido el 3 de mayo de 2019 y en Estados Unidos el 10 de mayo de 2019, por Walt Disney Studios Motion Pictures a través de Fox Searchlight Pictures.

## Argumento
Cuando los niños pequeños fueron criados por una madre viuda, J. R. R. Tolkien y su hermano reciben ayuda de un sacerdote local, el padre Francis, quien debe trasladarlos de su casa a pequeños apartamentos en Birmingham debido a dificultades financieras. Su madre es solidaria y amorosa, llenando sus mentes con historias de aventuras y misterios que recita junto a la chimenea por la noche. Pero por desgracia, terminó enferma y un día, al regresar a casa de la escuela, Tolkien la encuentra desplomada en su silla, muerta. El padre Francis se convierte en el tutor legal de los niños, y finalmente encuentra a una mujer amable y rica que acepta recibirlos, proporcionándoles alojamiento y comida mientras continúan su educación infantil. Ahí, Tolkien conoce a Edith Bratt, aficionada al piano, con la que se lleva bien y los dos se hacen amigos.
En la escuela, Tolkien inmediatamente muestra talento con los idiomas, y sufre un trato brusco de un compañero de clase rival, Robert. Cuando los dos muchachos se pelean, el director, que es el padre de Robert, ordena que pasen todo el tiempo juntos durante el resto del período. Al principio, ambos inicialmente se resisten, pero Tolkien pronto es aceptado en el pequeño círculo de amigos de Robert, y los cuatro, Tolkien, Robert, Geoffrey y Christopher, forman una amistad cercana, que crece con los años, incluso cuando asisten a universidades separadas. Mientras tanto, Tolkien continúa su amistad con Edith y se enamora de ella. El padre Francis se entera de su relación y conoce que está afectando las calificaciones de Tolkien, por lo que le prohíbe proseguirla mientras esté bajo su custodia. Tolkien está angustiado, no queriendo perder del sacerdote el apoyo financiero de su enseñanza. Él lo explica a Edith y le promete que podrán estar juntos cuando él cumpla 21 años, la mayoría de edad, pero ella da por terminada la relación.
Tiempo después, Tolkien estudia en Oxford, donde atrae la atención del profesor Joseph Wright, un destacado filólogo. Tolkien se da cuenta de que el lenguaje es su verdadera pasión y se inscribe en las clases de Wright. Cuando estalla la Primera Guerra Mundial, él y sus amigos se alistan en el ejército británico. Antes de que Tolkien se vaya, Edith regresa y los dos se declaran su mutuo amor. En la Batalla del Somme, Tolkien, en un episodio de fiebre de trinchera, va a buscar a Geoffrey convencido de que lo está llamando, pero no puede encontrarlo y se desploma inconsciente. Se despierta en un hospital semanas más tarde con Edith a su lado, y descubre que Geoffrey y Robert murieron en combate.
Años después, Tolkien y Edith están casados y tienen varios hijos, y Tolkien es profesor en Oxford. La película termina en la escena de su inspiración para escribir la famosa apertura de El hobbit.

## Reparto
- Nicholas Hoult como J. R. R. Tolkien
  - Harry Gilby como el joven J. R. R. Tolkien
- Lily Collins como Edith Bratt, amor de toda la vida y más tarde esposa de Tolkien, quien sirvió de inspiración para algunos personajes de sus libros más famosos. 
  - Mimi Keene como la joven Edith Tolkien.
- Tom Glynn-Carney como Christopher Wiseman, un adepto social más allá de sus años y el payaso de la clase, quien ve el potencial de Tolkien y lo invita a participar de su grupo social. 
  - Ty Tennant como el joven Christopher Wiseman.
- Anthony Boyle como Geoffrey Bache Smith.
  - Adam Bregman como el joven Geoffrey Bache Smith.
- Patrick Gibson como Robert Q. Gilson 
  - Albie Marber como el joven Robert Q. Gilson
- Colm Meaney como el padre Francis Morgan.
- Genevieve O'Reilly como Mabel Suffield, madre de Tolkien.
- Craig Roberts como Sam, con quien Tolkien sirve durante la Primera Guerra Mundial, cuyos horrores amenazan con destrozar la "comunidad".
- Derek Jacobi como Joseph Wright.
- James MacCallum como Hilary Tolkien, hermano menor de J. R. R. Tolkien 
  - Guillermo Bedward como el joven Hilary Tolkien.
- Pam Ferris como la señora  Faulkner.

## Producción
El 21 de noviembre de 2013, se anunció que Fox Searchlight Pictures y Chernin Entertainment estaban desarrollando una película biográfica sobre el escritor y autor inglés de El hobbit y El Señor de los Anillos, J. R. R. Tolkien, basada en un guion de David Gleeson. El 24 de julio de 2017, Dome Karukoski fue contratado para dirigir la película con el guion de Gleeson y Stephen Beresford, que Chernin estaría produciendo para que Fox Searchlight se encargara de la distribución.

### Reparto
Al día siguiente, se informó que Nicholas Hoult estaba en conversaciones con el estudio como favorito para el papel principal. El 30 de agosto de 2017, Lily Collins fue elegida para coprotagonizar junto a Hoult como Edith Tolkien, amor y más tarde esposa de Tolkien, quien también fue la inspiración para el personaje de Lúthien en El Silmarillion. Colm Meaney, Tom Glynn-Carney y Genevieve O'Reilly se unieron al elenco en octubre de 2017. Craig Roberts se unió al reparto en el mes siguiente.

### Rodaje
La fotografía principal comenzó en octubre de 2017 y concluyó el 14 de diciembre de 2017.
Las ubicaciones de la película incluyeron el parque del pueblo de Thornton Hough y los muelles del Ellesmere Port.

## Estreno
La película fue estrenada en Reino Unido el 3 de mayo de 2019 y en Estados Unidos el 10 de mayo de 2019.